# Norman Calder
Norman Calder (1950-1998) fue un historiador británico.

## Biografía
Norman Calder nació en Buckie, Moray, Escocia, Reino Unido. En 1969 ingresó en Wadham College (Oxford) y en 1972 obtuvo un first (primera clase) en lengua árabe y persa. Después pasó cuatro años en Oriente Medio, donde trabajó como profesor de inglés. De regreso en el Reino Unido, se incorporó a la SOAS de Londres y realizó su doctorado bajo la dirección de John Wansbrough. En 1980 se trasladó al Departamento de Estudios de Oriente Medio de la Universidad de Mánchester, donde fue Senior Lecturer (profesor titular) de árabe hasta su fallecimiento. Como discípulo de Wansbrough, Calder es considerado parte de la llamada «escuela revisionista» de los estudios islámicos.

## Investigación
Calder se concentró en el derecho islámico de las primeras épocas del islam. Analizó los textos más antiguos de derecho islámico aplicando el método histórico-crítico, en particular la crítica literaria. Concluyó que esos textos no habían sido escritos por un único autor, sino que eran el producto de un proceso más largo de redacción y edición por varios autores, y que sólo posteriormente fueron atribuidos a una figura de autoridad. Calder fechó estos textos en la primera mitad del siglo III de la hégira (es decir, a mediados del siglo IX), lo que implica que las primeras obras jurídicas islámicas se compusieron unos 200 años después del surgimiento del islam.

## Obras
- Studies in Early Muslim Jurisprudence (1993).
- Classical Islam: A Sourcebook of Religious Literature (2003), edición y traducción con Jawid Mojaddedi y Andrew Rippin.
- Interpretation and Jurisprudence in Medieval Islam (2006; eBook 2022), editado por Jawid Mojaddedi y Andrew Rippin.
- Islamic Jurisprudence in the Classical Era (2010), editado por Colin Imber.